# Wicket-keeper

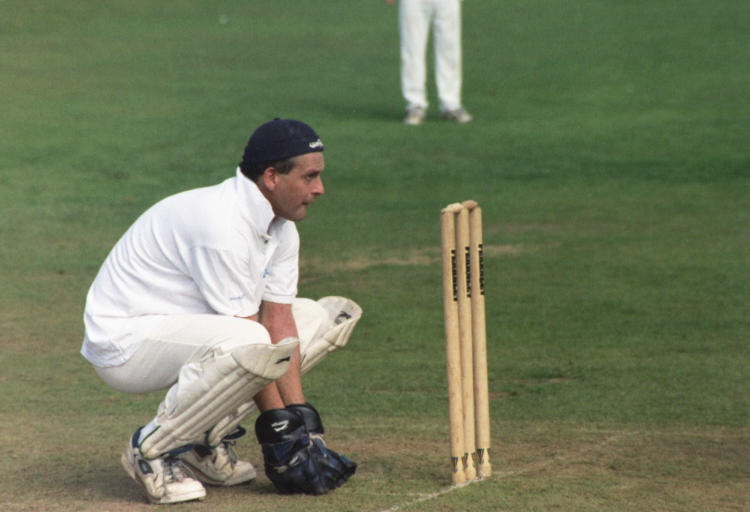
Wicket-keeper znajdujący się przy samych stumps, gotowy do przyjęcia piłki rzuconej przez spin bowlera

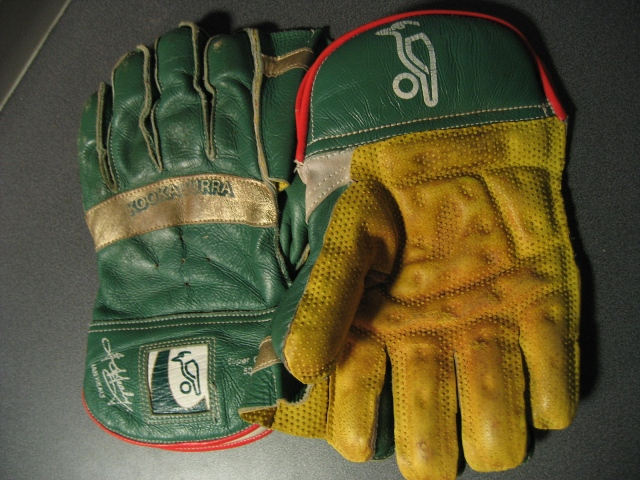
Rękawice wicket-keepera

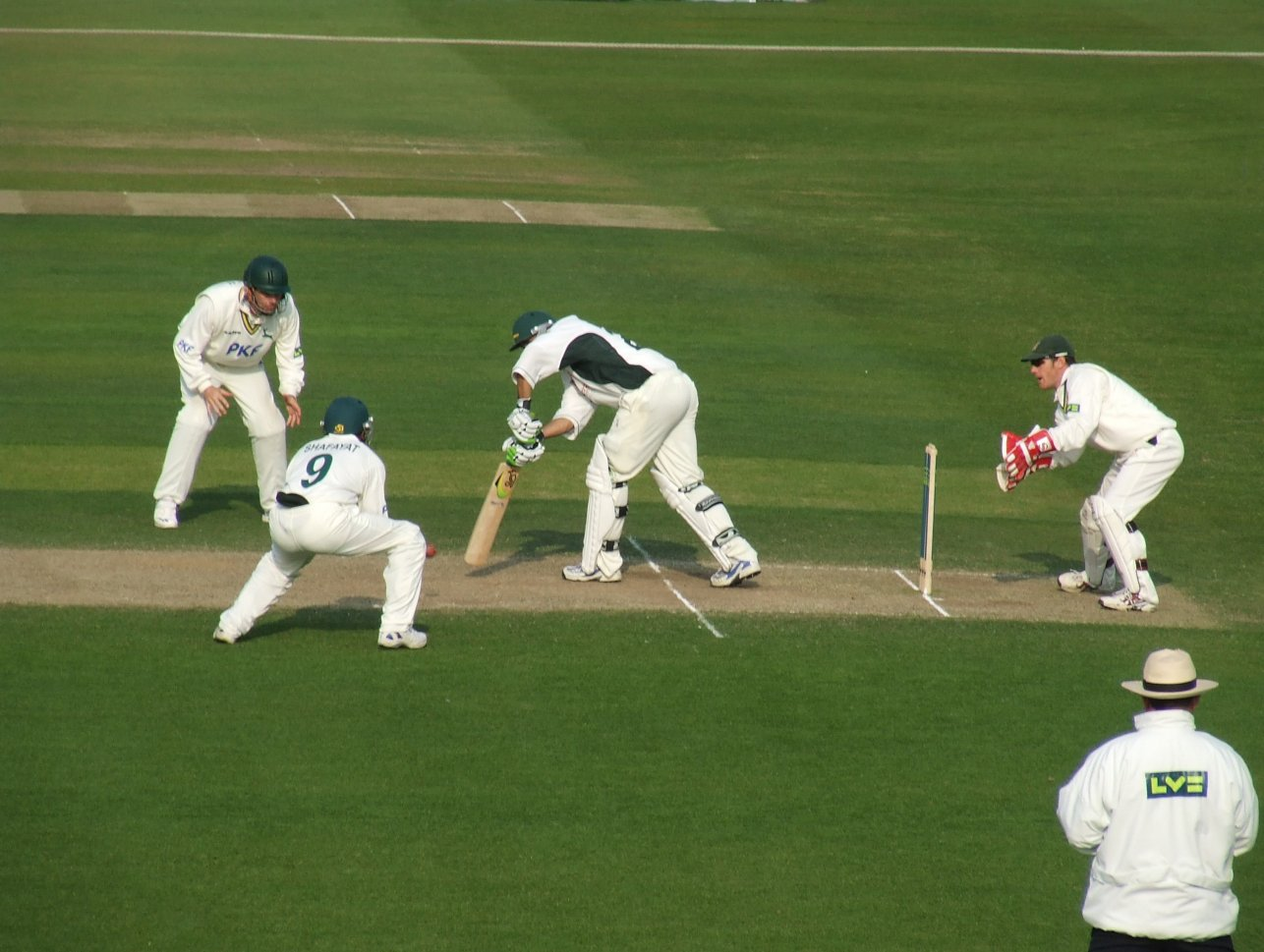
Wicket-keeper (po prawej) bez kasku, ale w rękawicach i z zewnętrznymi ochraniaczami w przeciwieństwie do fielderów na pozycjach silly (dwaj gracze po lewej; na środku z kijem stoi batsman), którzy mają na głowie kaski, ale nie mają rękawic a ich ochraniacze znajdują się pod ubraniem

Wicket-keeper – nazwa pozycji gracza drużyny krykieta, która w danym momencie broni (fielding side) stojącego za wicketem odbijającego. Odgrywa rolę podobną do catchera w baseballu.
Podstawowym zadaniem wicket-keepera jest łapanie piłek przepuszczonych przez odbijającego batsmana drużyny przeciwnej.

## Zadania wicket-keepera

### Zapobieganie bye
Jeśli batsman drużyny przeciwnej nie trafi w piłkę, a ta nie zbije wicketa, wicket-keeper musi ją złapać. Jeśli nie złapie, batsman może zdecydować się na wykonanie runa i wtedy może zdobyć run na podstawie bye (nie dolicza mu się do indywidualnego wyniku, ale dolicza do sumy runów drużyny). Za wicket-keeperem rzadko stoją inni gracze z pola, więc batsman ma czas na wykonanie runa. Jeśli piłka dotoczy się do granicy boiska (boundary), drużyna zdobywa automatycznie 4 runy, podobnie jak przy wybiciu piłki do granicy za pomocą kija.

### Eliminowanie batsmanów
Wicket-keeper ma też za zadanie eliminować batsmanów. Najczęstszym sposobem eliminowania jest caught (wyłapany), kiedy batsman muśnie piłkę kijem (tzw. edge) a ta nie dotykając ziemi trafi w ręce wicket-keepera, batsman jest wyautowany. Wicket-keeperzy mają największą statystykę caught spośród wszystkich graczy z pola. Drugą metodą, rzadszą, jest eliminacja poprzez stumped, która następuje gdy batsman nie trafi w piłkę, a podczas próby odbicia opuści przez przypadek swój crease (bezpieczną strefę). Wtedy wicket-keeper (jeśli złapie piłkę) może zbić ręką lub piłką wicket batsmana i batsman jest wyautowany poprzez stumped.
Wicket-keeper jest również zwykłym graczem z pola i dlatego może eliminować batsmanów również poprzez run out, gdy np. batsman odbije piłkę na leg side, nie ma tam graczy z pola, a wicket-keeper pobiegnie za piłką i rzuci nią w stronę wicketa, i jeśli go zbije zanim batsman znajdzie się w bezpiecznej strefie, wtedy batsman wylatuje poprzez run out. Wicket-keeper jest również w najlepszej pozycji (blisko wicketa) do złapania piłki rzuconej od gracza z pola, wtedy wicket-keeper łapiąc taką piłkę ma możliwość wyeliminowania batsmana poprzez run out (jeśli nie jest w bezpiecznej strefie).

## Sprzęt
Wicket-keeper jako jedyny gracz z pola nosi ochraniacze na zewnątrz ubrania (gracze na pozycjach silly też mogą je nosić, ale pod ubraniem). Wicket-keeperzy noszą ochraniacze na piszczele i kolana oraz na krocze. Używają jako jedyni pogrubionych rękawic do łapania (gracze na pozycjach silly nie mogą). Jeśli chcą, mogą również używać kasku, ale większość graczy profesjonalnych tego nie robi, gdyż hełm ogranicza widoczność, a piłkę lecącą na twarz zawodowi wicket-keeperzy powinni łapać bez problemu (choć przy okazji rzutów fast bowlerów miotających piłki z prędkością ponad 130 km/h nieraz zakładają kaski).

## Ogólne wymagania
Od wicket-keepera w nowoczesnym krykiecie zazwyczaj wymaga się również dobrego wyszkolenia na pozycji batsmana (do takiego stopnia, aby przynajmniej odbijał jako middle-order batsman). Wicket-keeperzy odbijający na pozycji opening batsmana (odbijającego na początku inningsa) są znani jako all-rounderzy (keeper/batsman).
Wicket-keeperzy mają jednak prawa do zdjęcia ochraniaczy i bowlowania. Dwóch wicket-keeperów w historii pierwszoklasowego krykieta zdobyło hat-tricki (eliminując w trzech kolejnych rzutach, trzech batsmanów przeciwnika).

## Kontuzje i zmiany
Zgodnie z przepisem drugim zasad krykieta, kontuzjowany lub chory wicket-keeper nie może zostać zmieniony w trakcie meczu przez zawodnika rezerwowego (może go zmienić tylko gracz znajdujący się na polu od początku meczu), chociaż za zgodą kapitanów obu ekip można odstąpić od tej zasady. Postąpiono tak np. w przypadku 45-letniego Boba Taylora, którego ściągnięto na boisko z namiotu sponsorów (łapał przez 73 overy).

## Najlepsi wicket-keeperzy w meczach testowych
Poniższa lista przedstawia wicket-keeperów z najlepszymi statystykami w meczach testowych.
| Najlepsi wicket-keeperzy w meczach testowych według wyeliminowań | Najlepsi wicket-keeperzy w meczach testowych według wyeliminowań | Najlepsi wicket-keeperzy w meczach testowych według wyeliminowań | Najlepsi wicket-keeperzy w meczach testowych według wyeliminowań | Najlepsi wicket-keeperzy w meczach testowych według wyeliminowań | Najlepsi wicket-keeperzy w meczach testowych według wyeliminowań | Najlepsi wicket-keeperzy w meczach testowych według wyeliminowań |
| Nr                                                               | Imię                                                             | Kraj                                                             | Mecze                                                            | Caught                                                           | Stumped                                                          | Eliminacje w sumie                                               |
| ---------------------------------------------------------------- | ---------------------------------------------------------------- | ---------------------------------------------------------------- | ---------------------------------------------------------------- | ---------------------------------------------------------------- | ---------------------------------------------------------------- | ---------------------------------------------------------------- |
| 1                                                                | Mark Boucher                                                     | RPA                                                              | 126                                                              | 453                                                              | 22                                                               | 475                                                              |
| 2                                                                | Adam Gilchrist                                                   | Australia                                                        | 96                                                               | 379                                                              | 37                                                               | 416                                                              |
| 3                                                                | Ian Healy                                                        | Australia                                                        | 119                                                              | 366                                                              | 29                                                               | 395                                                              |
| 4                                                                | Rod Marsh                                                        | Australia                                                        | 96                                                               | 343                                                              | 12                                                               | 355                                                              |
| 5                                                                | Jeffrey Dujon                                                    | Indie Zachodnie                                                  | 81                                                               | 267                                                              | 5                                                                | 272                                                              |
| 6                                                                | Alan Knott                                                       | Anglia                                                           | 95                                                               | 250                                                              | 19                                                               | 269                                                              |
| 7                                                                | Alec Stewart                                                     | Anglia                                                           | 82                                                               | 227                                                              | 14                                                               | 241                                                              |
| 8                                                                | Wasim Bari                                                       | Pakistan                                                         | 81                                                               | 201                                                              | 27                                                               | 228                                                              |
| 9=                                                               | Ridley Jacobs                                                    | Indie Zachodnie                                                  | 65                                                               | 207                                                              | 12                                                               | 219                                                              |
| 9=                                                               | Godfrey Evans                                                    | Anglia                                                           | 91                                                               | 173                                                              | 46                                                               | 219                                                              |
| 11                                                               | Adam Parore                                                      | Nowa Zelandia                                                    | 78                                                               | 197                                                              | 7                                                                | 204                                                              |